# Karaiina, Teofipol
Karaiina (în ucraineană Караїна) este un sat în comuna Havrîlivka din raionul Teofipol, regiunea Hmelnîțkîi, Ucraina.

## Demografie
Componența lingvistică a localității Karaiina
     Ucraineană (99,28%)
     Alte limbi (0,72%)
Conform recensământului din 2001, majoritatea populației localității Karaiina era vorbitoare de ucraineană (99,28%), existând în minoritate și vorbitori de alte limbi.